# Sarah Dunant
Sarah Dunant (* 8. August 1950 in London) ist eine britische Schriftstellerin und langjährige Journalistin.

## Leben
Nach dem Studium der Geschichtswissenschaften arbeitete Sarah Dunant zunächst lange Jahre als Presse-, Hörfunk- und Fernseh-Journalistin unter anderem für die BBC. Sie war bis 1997 unter anderem Moderatorin für die Woman's Hour bei Radio 4 und im BBC Television für The Late Show. Am Newnham College der University of Cambridge hatte sie auch einen Lehrauftrag als Hochschul-Dozentin für Geschichtswissenschaft. Ein langer Auslandsaufenthalt führte sie unter anderem in die USA und nach Mittel- und Südamerika. Nach ihrer Rückkehr nach Großbritannien arbeitete die experimentierfreudige Britin unter anderem ein paar Monate als Schauspielerin am Theater. Im Jahr 1974 begann sie als Redakteurin (producer) für das BBC Radio. Zu Beginn der 1980er entschloss sie sich, als freie Schriftstellerin Thriller und Historische Romane zu schreiben. Einige davon wurden internationale Bestseller. Mehrere ihrer Bücher, darunter Die Geburt der Venus, sind dementsprechend zur literarischen Vorlage für Spielfilme geworden. Einen Teil ihres Lebensunterhalts verdient sie nach wie vor als Journalistin. Sie schreibt seit Jahren eigene Kolumnen und Literaturkritiken, unter anderem in den überregionalen britischen Qualitätszeitungen The Times und The Observer. Sie ist über viele Jahre feste Moderatorin der Sendung Night Waves beim BBC Radio 3 gewesen. 
Sarah Dunant hat zwei Kinder und lebt wechselnd in London und Florenz.

## Literarisches Profil
Die von Sarah Dunant bearbeiteten literarischen Interessensgebiete sind vielgestaltig. Sie rangieren vom zeitgenössischen Thriller über Hard boiled-Privatermittler-Kriminalromane bis zu Essay- und Sachliteratur sowie historischen Romanen. Ein von ihr eingesetztes Stilmittel ist es, zwei oder mehr Erzählstränge intermittierend zu verschränken, so zum Beispiel in Mapping the Edge. Ein durchgehendes Merkmal in ihrem Werk ist auch die Betonung respektive Einbeziehung weiblicher Standpunkte und Wahrnehmungsweisen.
Ihre Protagonisten sind häufig weltgewandte weibliche Persönlichkeiten aus der Mitte der gebildeten Gesellschaft. Als solche sind sie imstande, sich gegenüber männlichen Mit- und Gegenspielern selbständig zu behaupten. Zugleich sind diese Frauen durchaus offen für sexuelle Experimente und Grenzerkundungen. Daraus ziehen Dunants Handlungs-Plots eine Menge Energien. Wenn sie die Romanhandlung in dem Florenz der Renaissance spielen lässt wie beispielsweise in Das Zeichen der Venus, trägt der Whodunit-Strang des darin eingebetteten Kriminalfalls ebenso zur Spannung bei wie die emotionalen Verwicklungen der Handlungsträger. Insofern ist die allgemein übliche Einordnung der fiktionalen Werke Sarah Dunants als Genre-Literatur nicht unbedingt angemessen. Einen in etwa ähnlichen literarischen Ansatz vertritt ihre jüngere schottische Schriftsteller-Kollegin Louise Welsh.
In ihrem 2006 bezeichnenderweise beinah gleichzeitig im englischsprachigen Original und in der deutschsprachigen Übersetzung erschienenen Historischen Roman Venezianische Geheimnisse wendet Sarah Dunant sich erneut ihrem zuletzt bevorzugten Zeitalter zu, der aufstrebenden Kultur-Epoche der Städte im nördlichen Italien der Renaissance.
Sarah Dunant ist seit vielen Jahren Schirmherrin des Orange Prize for Fiction. Ihre Zuständigkeit für The Late Show beinhaltete auch bis 1997 die jährliche TV-Präsentation des Festakts zur Booker Prize for Fiction-Verleihung.

## Hannah Wolfe
Sarah Dunant ist die Schöpferin einer ungewöhnlichen weiblichen Privatdetektiv-Gestalt namens Hannah Wolfe. Diese spielt die Hauptrolle in der Trilogie aus Birth Marks, Fatlands und Under my Skin. Oberflächlich betrachtet handelt es sich um Genre-Romane. Dabei zeigen schon diese frühen Kriminalromane die experimentierfreudige Kühnheit, die auch Dunants spätere Werke charakterisiert. In Der Baby-Pakt (original: Birth Marks) unternimmt es Hannah, den Tod eines jungen Mädchens im achten Schwangerschaftsmonat zu untersuchen. Dadurch wird sie hineingezogen in eine packende Geschichte, die die umstrittene Ethik der Leihmutterschaft thematisiert.
In Fette Weide (original: Fatlands) ist der Ausgangspunkt, dass Hannah vorübergehend Kindermädchen spielt für die schwierige, pubertierende Tochter eines Wissenschaftlers. Als sie ermitteln muss, was es mit der Vandamed Corporation auf sich hat, sieht sie sich unversehens in der Zwickmühle zwischen den ökonomischen Belangen von Tierversuchen im großindustriellen Ausmaß und den ethischen Forderungen von NGOs und Aktivisten. In Mit Haut und Haaren (original: Under My Skin) kommt Hannah halb zufällig in einer Wellness-Hotelanlage zu dem Auftrag, dort eine Reihe von Sabotageakten aufzuklären. Untergründig geht es um den Zusammenhang zwischen der Schönheits-Industrie und der oft komplizierten Beziehung der Frauen zu ihren Körpern. Hannah selbst ist eine hard-boiled ausgekochte, schlagfertige und handlungsfähige Persönlichkeit in der hard-core-Tradition des Detective-Romans, besitzt indes sehr eigene, individuelle Züge. Hannah Wolfe könnte verglichen werden mit Sara Paretskys V.I. Warshawski oder Cordelia Grey in P. D. James Romanen, doch sie gleicht eher den Figuren bei Ellery Queen oder Dashiell Hammetts Sam Spade in der inneren Einstellung zu ihrer Tätigkeit und im Feeling ihres Charakters.

## Auszeichnungen
- Silver Dagger Award for Crime Fiction der britischen Krimiautoren-Vereinigung (CWA) 1993 für Fatlands
- für ihre verantwortliche Rolle in The Late Show für einen BAFTA TV Award nominiert
- 2010 Nominierung für den Walter Scott Prize für Sacred Hearts.

## Werke
- Der Palast der Borgia, Berlin 2014, ISBN 978-3-458-36033-9 (Originaltitel: Blood and Beauthy, 2013)
- Venezianische Geheimnisse. Bergisch Gladbach 2006, ISBN 978-3-7857-1583-3 (Originaltitel: In the Company of the Courtesan, 2006)
- Das Zeichen der Venus, Bergisch Gladbach 2006, ISBN 978-3-404-92212-3 (Originaltitel: The Birth of Venus, 2003)
- Mapping the Edge, 1999 (deutsch: Als Anna verschwand, München 2000)
- Transgressions, 1997 (deutsch: Nachts sind alle Kater grau, München 1997)
- The Age of Anxiety, 1996
- Under My Skin, 1995
- The War of the Words: The Political Correctness Debate, 1995
- Fatlands, 1993
- Birth Marks, 1991
- Snow Storms in a Hot Climate, 1988
- Intensive Care (mit Peter Busby unter dem Pseudonym Peter Dunant), 1986
- Racheengel, Berlin (Rotbuch Verlag) 1987 (Originaltitel: Exterminating Angels, mit Peter Busby unter dem Pseudonym Peter Dunant), 1983.